# خليل اسفندياري
خليل اسفندياري بختياري (بالفارسية: :خلیل اسفندیاری)؛ 3 أبريل 1901 - 19 يناير 1983)، كان سياسيًا ودبلوماسيًا إيرانيًا. وسفير إيران في ألمانيا الغربية من 1952 إلى 1983. كان والد ثريا إسفندياري، الزوجة الثانية لمحمد رضا بهلوي، شاه إيران الأخير.

## روابط خارجية
- خليل اسفندياري على موقع مونزينجر (الألمانية)